# Bracon terebella
Bracon terebella är en stekelart som först beskrevs av Wesmael 1838.  Bracon terebella ingår i släktet Bracon och familjen bracksteklar. Arten är reproducerande i Sverige.

## Underarter
Arten delas in i följande underarter:
- B. t. breviterebris
- B. t. unicolor
- B. t. miaricola